# Kwiat pleśni

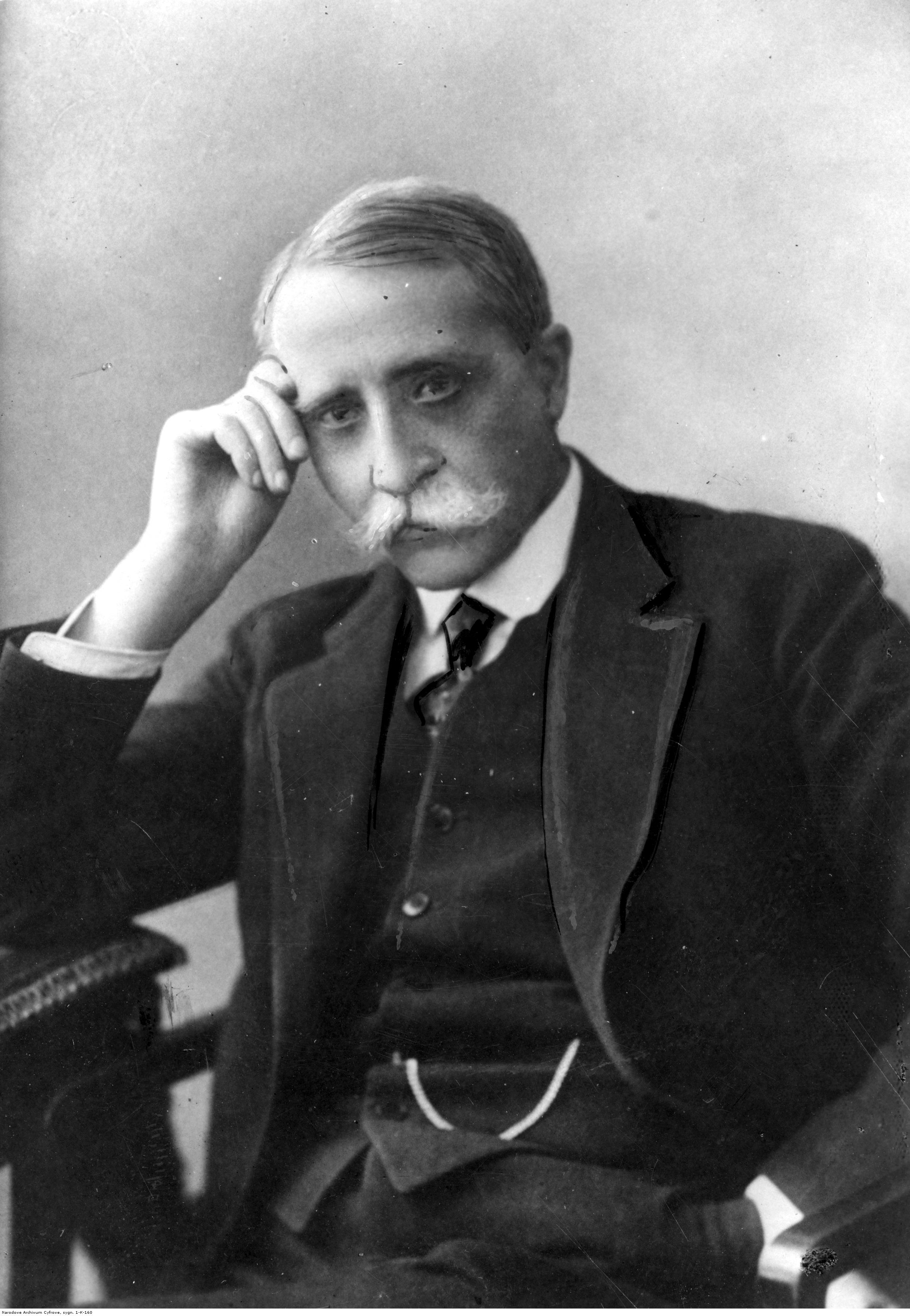
Maciej Szukiewicz, autor dzieła

Kwiat pleśni. Nocturn starego zamczyska – jednoaktowa, niedrukowana sztuka autorstwa Macieja Szukiewicza z 1899.

## Fabuła
Akcja utworu rozgrywa się w średniowiecznym zamku, podczas silnej burzy. Budowlę zamieszkują jedynie Starzec i Panna – 22 letnia dziewica. Autor zgromadził w swoim dramacie praktycznie wszystkie akcesoria charakterystyczne dla modernistyczno-dekadenckiej maniery: epokę średniowiecza, metafizyczny seksualizm, mętną symbolikę oraz arsenał nastrojowości z burzą, deszczem, starym zegarem, trumnami w lochach, a także widmem zmarłej siostry Panny.

## Przedstawienie i krytyka
Prapremiera dzieła odbyła się w Teatrze Miejskim w Krakowie 16 marca 1899 roku. Reżyserem był Tadeusz Pawlikowski, na którego prośbę przedstawienie zostało napisane, jako nowa jednoaktówka do wystawienia łącznie z Wnętrzem Maurice Maeterlincka. Drugie przedstawienie miało miejsce 21 marca 1899.
Feliks Koneczny interpretował sztukę następująco: „miłość jest taką potrzebą życia, iż choćby ona śmierć za sobą niosła, nie cofniemy się, byle przed śmiercią kochać i być kochanym”. Antoni Beaupré napisał na temat tej sztuki następująco: „cała ta fantazja jest dziwnie mglista i skomplikowana, a jej symboliczny aparat jest tak wymuszony i nienaturalny, że robi wrażenie zwykłych teatralnych sztuczek, nie poetycznego natchnienia”.
Dramat jest jednym z przykładów niezbyt udanych polskich naśladownictw sztuk Maeterlincka, które tworzono w owym czasie na dość sporą skalę. Wilhelm Feldman stwierdził, że znać w sztuce „robotę Maeterlincka”, ale nie czuć jego ducha. Autor mógł być też inspirowany odkrywaną wówczas w kraju literaturą Edgara Allana Poego, w tym Upadkiem domu Usherów.
Tadeusz Pawlikowski wystawił sztukę bardzo starannie. Uwagę zwracały nowe dekoracje sporządzone przez Jana Spitziara, według projektów Stanisława Wyspiańskiego. Spektakularnie zaaranżowano także efekty sceniczne. W głównych rolach wystąpili: Ludwik Solski, Konstancja Bednarzewska i Stanisław Knake-Zawadzki. Mimo tego, po przedstawieniu Pawlikowski otrzymał od publiczności wieniec cierniowy z czarną wstęgą. Wystawienie dzieła jest uważane za jedną z największych klęsk Pawlikowskiego w ciągu jego sześcioletniej kariery dyrektora krakowskiego teatru. Wykorzystali to jego przeciwnicy – pomyłkę tę podnosili często jako argument przeciwko jego kandydaturze na następne sześć lat. Mimo klęski dzieła Szukiewicz nie zaprzestał działalności pisarskiej i napisał jeszcze około piętnastu kolejnych sztuk.